# Pierre-Hubert Nysten
Pierre-Hubert Nysten (* 30. Oktober 1771 in Lüttich; † 3. März 1818 in Paris) war ein französischer Physiologe und Kinderarzt.

## Biographie
Er studierte Medizin in Paris und wurde schließlich Professor an der Medizinischen Fakultät (École de médecine de Paris) der Universität von Paris. Kurz vor seinem Tod wurde er Medizinischer Leiter am Hospiz für betreute Kinder (Hospice des Enfants Assistés, Kinderkrankenhaus) in Paris.
Gemeinsam mit Xavier Bichat führte Nysten bahnbrechende Experimente in der Kardiologie und Studien über die Effekte des elektrischen Stroms auf das Herz durch. 1805 untersuchte er Krankheiten des Seidenspinners in Südfrankreich und veröffentlichte eine frühe Beschreibung der Polyhedrosis (Polyederkrankheit). Er beschrieb zudem Symptome der Albuminurie und präsentierte 1811 vor der Royal Academy of Sciences die aufeinanderfolgenden Stadien der Totenstarre (rigor mortis) eines Leichnams, was als Nysten-Regel bekannt wurde.

## Werke
In Zusammenarbeit mit Joseph Capuron (1767–1850), veröffentlichte er 1810 die zweite Ausgabe des Neuen Wörterbuches der Medizin, der Chirurgie, der Physik, der Chemie und der Naturgeschichte (Nouveau dictionnaire de médecine, de chirurgie, de physique, de chimie et d’histoire naturelle) und 1814 eine überarbeitete Version. Er war auch der Autor weiterer medizinischer Werke.
- Nouvelles expériences galvaniques, faites sur les organes musculaires de l’homme et des animaux à sang rouge etc. Paris und Strasbourg, Levraux frères, 1803 – („Neue galvanische Experimente an den Muskelorganen von Menschen und rotblütigen Tieren“)
- Recherches sur les maladies des vers à soie et les moyens de les prévenir etc. Paris, 1808. – („Erforschung von Seidenraupenerkrankungen und Mitteln der Vorbeugung“)[2]
- Recherches de physiologie et de chimie pathologiques : pour faire suite à celles de Bichat sur la vie et la mort, 1811.
- Mémoire sur la roideur cadavérique qui survient aux corps de l’homme et des animaux après la mort, 1812 – („Über die Steifheit des Leichnams, die nach dem Tod im Körper von Mensch und Tier auftritt“)[7]